# Conjunto Arquitetônico e Paisagístico da Praça Ana Nery
O Conjunto Arquitetônico e Paisagístico da Praça Ana Nery são edificações localizadas em Salvador, município do estado brasileiro da Bahia. Foi tombado pelo Instituto do Patrimônio Histórico e Artístico Nacional (IPHAN) em 1952, através do processo n.º 464.
O conjunto arquitetônico e paisagístico, em frente à Igreja de Nossa Senhora da Palma foi tombado pelo IPHAN em 1952, por sua importância histórica, artística e cultural, recebendo tombo arqueológico, etnográfico e paisagístico (Inscrição 07/1959).
A praça homenageia Anna Justina Ferreira Nery, mais conhecida como Anna Nery ou Ana Néri, uma enfermeira brasileira, pioneira da enfermagem no Brasil.